# Projet Orion
Pour les articles homonymes, voir Orion.
Ne doit pas être confondu avec Orion (véhicule spatial).

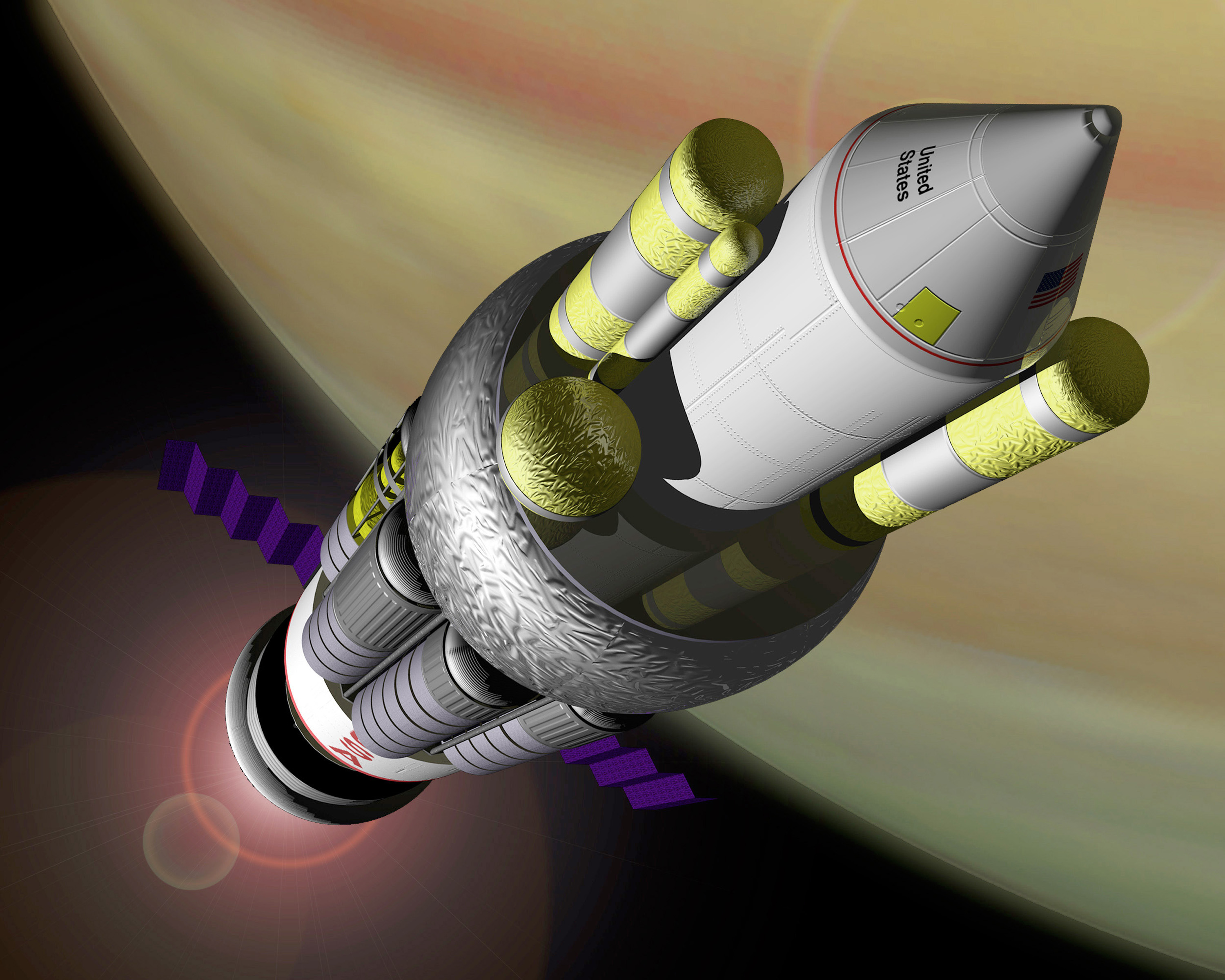
Vue d'artiste d'un vaisseau Orion selon les principes de conception de la NASA.

Le projet Orion fut la première étude de conception d'un véhicule spatial mû par propulsion nucléaire pulsée, idée proposée par Stanislaw Ulam en 1947. Le projet, amorcé dans les années 1950, était mené par une équipe d'ingénieurs et de physiciens de General Atomics, comprenant quelques célébrités telles que le physicien Theodore Taylor. Sur la demande de Taylor, le physicien Freeman Dyson quitta pendant une année ses travaux universitaires pour diriger le projet. Ce fut le premier groupe de réflexion de la sorte depuis le projet Manhattan, la plupart des membres du projet Orion déclarent s'en souvenir comme les meilleures années de leur vie. De leur point de vue, l'humanité n'a jamais été aussi près qu'alors des voyages spatiaux à grande échelle.
En se basant sur l'énergie nucléaire, Orion aurait théoriquement permis d'obtenir à la fois une forte poussée et une importante impulsion spécifique, le Graal de la propulsion spatiale. En théorie, les performances offertes dépassaient de loin celles des meilleures fusées conventionnelles ou nucléaires alors à l'étude. L'objectif était de permettre les voyages interplanétaires à bas coût. Ses partisans en pressentaient les forts potentiels, mais le projet perdit son soutien politique à cause des inquiétudes au sujet des contaminations provoquées par la propulsion. Le traité d'interdiction partielle des essais nucléaires de 1963 mit fin au projet.

## Historique
Le concept de propulsion nucléaire pulsée fut imaginé en 1946 par Stanislaw Ulam, des calculs préliminaires furent faits en 1947 avec Frederick Reines puis formalisés mathématiquement en 1955 par Ulam et C. J. Everett dans un document qui introduit une version adaptée de l'équation de Tsiolkovski pour la propulsion pulsée, tout en restant évasif sur la mise en œuvre (le concept prévoyait l'éjection d'une masse propulsive entre les bombes et le véhicule et ne comprenait pas d'amortisseurs). Cette première étude amèna l'AEC à breveter le concept. Cette approche permet de concilier forte poussée, importante impulsion spécifique et grande densité énergétique, avec une relative simplicité technologique et une faisabilité à moyen terme.

### Démarrage du projet
En 1956, General Dynamics créa la filiale General Atomics dans le but de commercialiser la technologie nucléaire civile naissante. Son directeur Frederic de Hoffmann réussit à récupérer de nombreux physiciens qui avaient travaillé au LANL pendant la Seconde Guerre mondiale en leur proposant un contexte de travail inspiré de la Verein für Raumschiffahrt : de petites structures avec très peu de bureaucratie, plus ouverte à leurs visions personnelles,. Parmi eux, Theodore Taylor et Freeman Dyson qui y développèrent le réacteur Triga. Ils se tournèrent ensuite vers leur rêve commun d'exploration pacifique du système solaire avec l'ambitieuse devise « Mars en 1965, Saturne en 1970 ».
La faisabilité de la propulsion nucléaire pulsée avait été physiquement vérifiée en 1954 au cours de l'essai nucléaire INCA de la série opération Redwing dans l'atoll d'Enewetak. L'expérience « Viper » conçue par Lew Allen consistait en deux sphères d'acier de 1 m de diamètre revêtues de graphite et contenant des matériaux à irradier, elles étaient suspendues à une dizaine de mètres de la charge de 20 kilotonnes testée. Après l'explosion, les deux sphères furent retrouvées intactes à plusieurs kilomètres, démontrant qu'une structure bien conçue pouvait résister au feu nucléaire. Cette expérience fut renouvelée plusieurs fois lors de l'opération Teapot dans le désert du Nevada,,.
La campagne d'essais nucléaires opération Plumbbob permit de revérifier accidentellement la validité du principe lors du tir Pascal B du 27 août 1957. L'explosion confinée de la charge de faible puissance provoqua l'éjection d'une trappe en acier de 900 kg, à six fois la vitesse de libération d'après les calculs de R. R. Brownlee, responsable de test. La plaque ne fut jamais retrouvée, mais elle ne fut pas non plus le premier objet lancé par l'homme dans l'espace car il est certain qu'elle fut vaporisée par l'onde de choc ou par friction dans l'atmosphère. Néanmoins, cet événement étant survenu quelques semaines avant le lancement de Spoutnik 1, il suscita cette légende urbaine. Cet incident inspira le « projet Thunderwell », jamais initié, qui consistait à lancer un véhicule depuis un canon à vapeur constitué d'un puits inondé au fond duquel explosait une charge nucléaire.

Première configuration d'Orion.

La première conception prévoit un engin en forme d'obus de 40 m de diamètre par 80 m de hauteur. Le véhicule devait décoller depuis le site d'essais du Nevada et faire une ascension verticale pour minimiser la pollution atmosphérique. Entre le décollage et l'orbite, des bombes de puissances croissantes, de 0,1 à 20 kilotonnes, devaient exploser à un intervalle de 1 à 20 s. Il pouvait ensuite emmener 150 personnes et des milliers de tonnes de fret dans un aller-retour vers Mars,,,.

### À l'ARPA
À ce point de développement, il devenait impossible d'aller plus loin sans appui et financement gouvernemental. Or l'ARPA venait d'être créée à la suite de la crise du Spoutnik. Taylor soumit son projet en avril 1958 et reçut l'accord de l'agence en juillet avec un financement de 1 million dollars américains pour 10 mois. Le nom « Orion » date de cette époque.
Après la fondation de la NASA en juillet 1958, les projets spatiaux de l'ARPA furent partagés entre la NASA (projets civils) et l'USAF (projets militaires). Seul le projet Orion resta sous l'égide de l'ARPA : l'armée n'y voyait pas d'intérêt militaire et la NASA avait opté pour une exploration spatiale non nucléaire. Avec le financement de l'ARPA jusqu'en 1959, l'équipe du projet atteignit 40 membres.
Parmi les travaux entrepris, un démonstrateur fut construit : il s'agit d'un engin de 1 m de diamètre pesant 120 kg et propulsé par des explosifs chimiques composés de RDX. Ce modèle réduit, dénommé Hot Rod ou Putt-Putt effectua plusieurs vols jusqu'à 100 m d'altitude en novembre 1959 à Point Loma, montrant que le vol impulsionnel pouvait être stabilisé.
Des expérimentations furent réalisées sur les problèmes d'ablation à l'aide de générateurs de plasma. Elles montrèrent que la plaque de poussée pouvait survivre sans refroidissement actif.
Mais le financement se heurta au scepticisme des gestionnaires qui considéraient le projet comme une « folie ». Dyson a rapporté l'argument suivant : « Nous utilisons des bombes pour détruire des choses, pas pour les faire voler ». À la fin de 1959, l'ARPA décida que ce projet ne concernait plus la sécurité nationale et cessa de le financer.

### À l'USAF
Taylor chercha un nouveau financement auprès de l’US Air Force, mais rencontra les mêmes réactions sceptiques : « ... on fait sauter une grosse bombe et tout le bazar explose ». Un accord fut finalement trouvé à condition que le projet puisse déboucher sur une application militaire telle qu'une plateforme orbitale de lancement de missiles.
En pleines guerre froide et course aux armements, le directeur du Strategic Air Command, Thomas S. Power, fut séduit par le concept. Il commanda la réalisation d'une maquette d'un tel véhicule armé de 500 ogives nucléaires. Lors d'une visite de la Vandenberg Air Force Base par le président John F. Kennedy, la maquette lui fut présentée mais ne suscita pas du tout son enthousiasme. Désireux de ne pas porter la course à l'armement hors de l'atmosphère, il refusa de donner son appui politique au projet,.
Le secrétaire à la Défense Robert McNamara réalisa que le projet ne pouvait pas avoir d'application militaire. Son ministère restreignit le budget aux seuls besoins d'études de faisabilité.
La réalisation d'un prototype devenait donc impossible au sein de l’US Air Force. Taylor et Dyson décidèrent de chercher une source de financement supplémentaire et la NASA était la dernière possibilité.

### À la NASA
Taylor prit contact avec le centre de vol spatial Marshall où étaient menées les principales recherches en propulsion spatiale. À cette époque, son directeur, Wernher von Braun, concevait les véhicules Saturn V destinés aux missions lunaires.

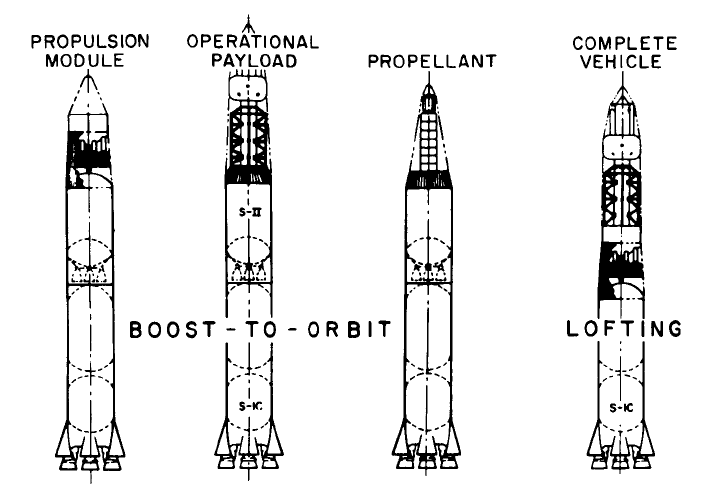
Schéma montrant deux options envisagées pour la mise en orbite d'un Orion de 10 m par fusée Saturn : en 3 lancements sur des étages S-IC et S-II avec assemblage en orbite, ou hissé au-dessus de l'atmosphère par un seul étage S-IC avant allumage de la propulsion nucléaire.

Afin de se conformer aux orientations de la NASA, le projet Orion fut repensé. Le lancement depuis la surface terrestre fut abandonné au profit d'un assemblage en orbite. Les dimensions furent réduites à un diamètre de 10 m afin que les modules puissent être mis en orbite par des Saturn V, ce redimensionnement eut pour effet de diminuer les performances à une impulsion spécifique (Isp) de 1 800 à 2 500 s,, bien en deçà des possibilités du concept, mais toujours meilleures que les autres systèmes de propulsion nucléaires envisagés. Deux ou trois lancements étaient nécessaires pour préparer le véhicule. Plusieurs profils de mission étaient proposés, notamment un aller-retour vers Mars en 125 jours avec 8 astronautes et 100 tonnes de charge utile,,.
Les prédictions d'évolutions ultérieures, moyennant un redimensionnement à la hausse, annonçaient une Isp de 10 000 à 20 000 s et une poussée de 40 à 160 MN,.
Von Braun fut convaicu et soutint le projet avec détermination, mais ne put y rallier les dirigeants de la NASA plus sensibles aux risques d'accidents de lancement et aux craintes de l'opinion publique. Néanmoins, le service des vols habités consentit à financer une étude plus poussée,.

### La fin du projet
En août 1963, la signature du traité d'interdiction partielle des essais nucléaires porta un coup funeste au projet, mais il était encore envisageable de négocier une exception dans le cadre d'applications pacifiques. Le projet Orion ne pouvait pas espérer de soutien politique car l'engouement pour la technologie nucléaire était retombé et avait fait place à l'inquiétude provoquée par la crise des missiles de Cuba et des rapports sur la contamination au strontium 90 provoquée par les essais nucléaires atmosphériques.
Il ne pouvait plus compter sur un soutien scientifique car le projet était classifié et peu de personnalités compétentes auraient pu plaider en sa faveur. Jim Nance, alors directeur du projet, tenta d'améliorer l'accès au projet en pressant l'USAF de déclassifier au moins les grandes lignes des travaux existants. En octobre 1964, il obtint l'autorisation de publier la description des premières versions du véhicule,. Plusieurs documents relatifs à ce projet sont encore classifiés en 2011, notamment le volume II du rapport « Nuclear Pulse Space Vehicle Study » : Vehicle System Performance and Costs (qui contient le soutien de von Braun) et les documents sur la conception des unités de propulsion qui exposent les techniques de fabrication de petites charges nucléaires.
L'USAF avait conditionné le maintien de son financement à une participation significative de la NASA et lui reprochait sa timide contribution. La NASA était en effet mobilisée par le programme Apollo et annonça en décembre 1964 la fin de son financement du projet Orion, entraînant donc le retrait de l'USAF et la fin du projet.
Le projet avait coûté jusqu'alors 11 millions USD sur sept ans. Il aurait pu conduire à la mise en service d'un module de 10 m de diamètre au bout de 12 ans de développement supplémentaires pour un coût de 2 milliards de dollars, montant qui semble très optimiste.

### Héritage
Occulté par le tumulte de la course à la Lune, le projet tomba dans l'oubli. Amer, Dyson écrira en 1965 que c'est « la première fois dans l'histoire moderne que la technologie d'une expansion majeure de l'humanité est enterrée pour des raisons politiques,, ».

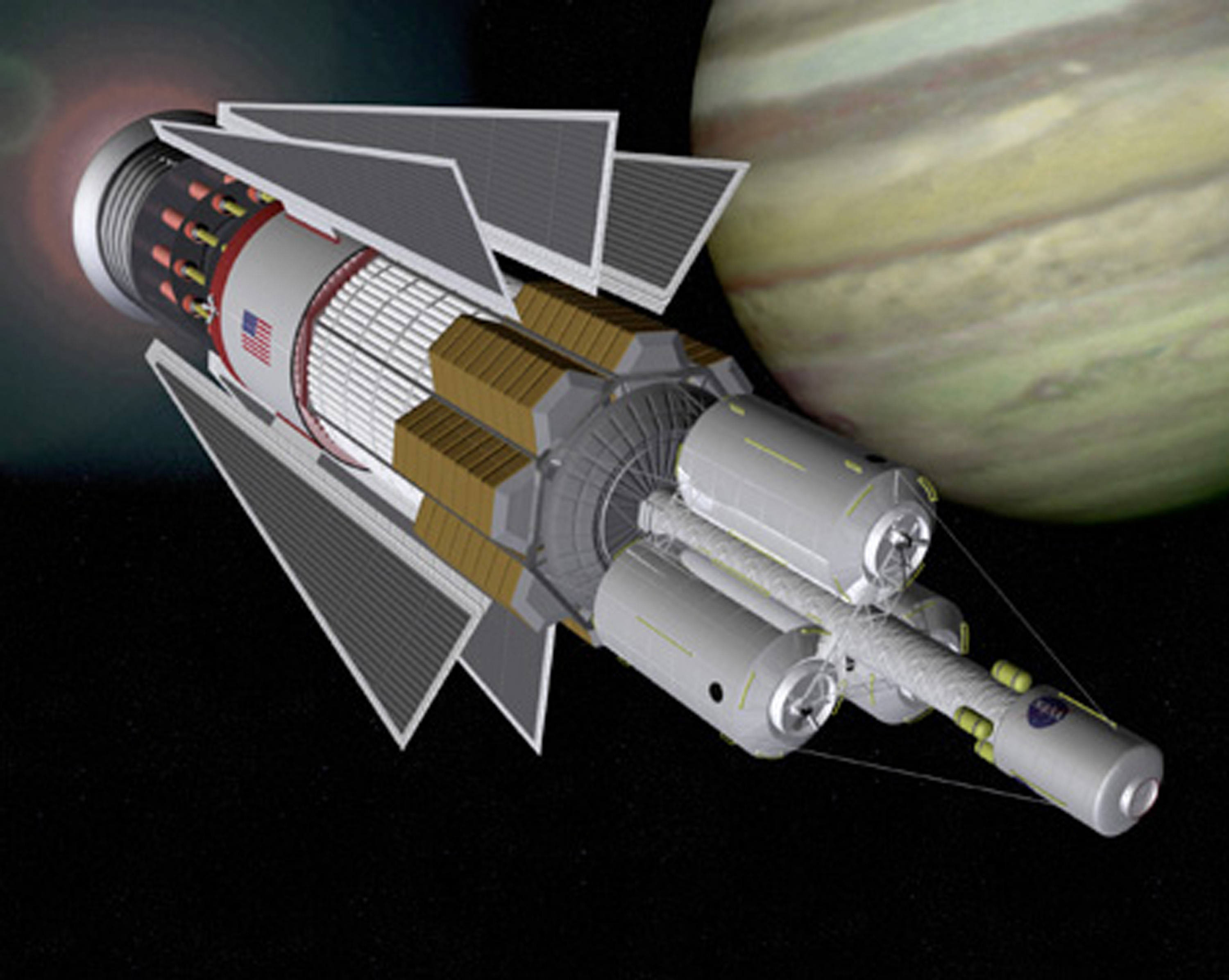
Représentation stylisée d'un véhicule de type GABRIEL, version moderne de l'Orion.

L'énergie de fission étant le mode de propulsion d'Orion, l'étape suivante est l'utilisation de la fusion nucléaire, beaucoup plus énergétique bien qu'assez peu productrice de particules chargées. Dyson publiera en 1968 les calculs pour une version thermonucléaire du concept avec l'ambitieux objectif de voyages interstellaires, mais l'approche de Dyson reste basée sur des bombes délivrant d'énormes impulsions et donc des véhicules de grandes dimensions.
L'avantage de la fusion nucléaire est qu'elle ne requiert pas de masse critique, une telle propulsion peut être basée sur des détonations très petites et donc permettre des véhicules plus efficaces et de dimensions plus modestes. Les différentes études de propulsion nucléaire pulsée postérieures à Orion s'appuient essentiellement sur cette technique avec une poussée exercée sur une tuyère magnétique, et tablent sur une Isp autour de 106 s.
Néanmoins, il existe d'autres projets postérieurs basés sur l'usage de bombes plutôt que de micro-explosions : le Medusa proposé en 1978 par la British Interplanetary Society et le MagOrion d'Andrews Space (qui évoluera ensuite vers la technique des micro-explosions sous la désignation Mini-MagOrion). Le concept « GABRIEL » est le projet moderne qui se rapproche le plus de l'Orion original.

## Conception

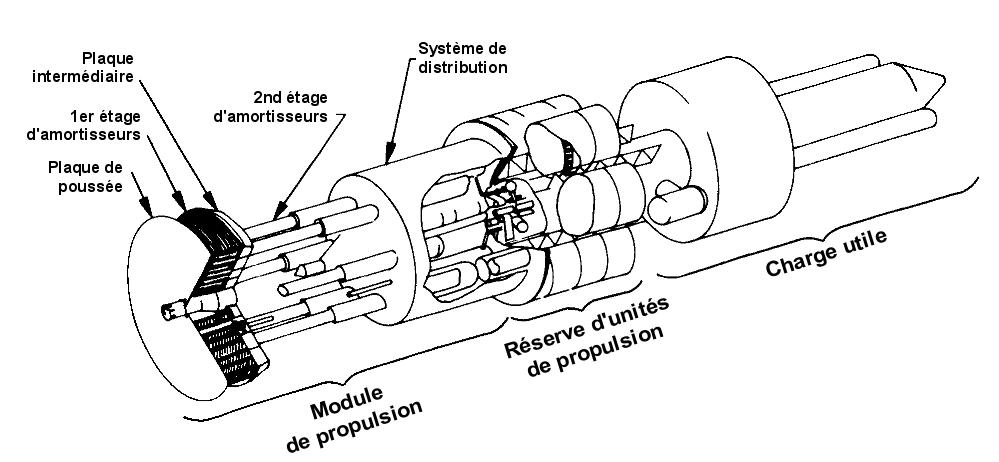
Conception globale du véhicule

Au lieu d'une configuration chambre de combustion-tuyère, le concept d'Orion était d'éjecter des charges à fission à l'arrière du véhicule et de les faire exploser à 60 m (200 pieds), récupérant le souffle sur une épaisse plaque de poussée en acier ou en aluminium. D'énormes amortisseurs étagés devaient absorber l'onde de choc du plasma frappant la plaque de poussée, transformant les 50 000 g subis par la plaque pendant une milliseconde en une poussée constante.
La conception présentée ici est celle issue du rapport de 1964 sur les travaux conduits à la NASA.

### Unités de propulsion
Le propergol d'Orion pouvait être solidaire de la charge nucléaire. Dans les versions antérieures du concept, il était parfois envisagé de le larguer entre la bombe et la plaque, des masses de polyéthylène aussi bien que les détritus étaient considérés comme utilisables pour transmettre une poussée.

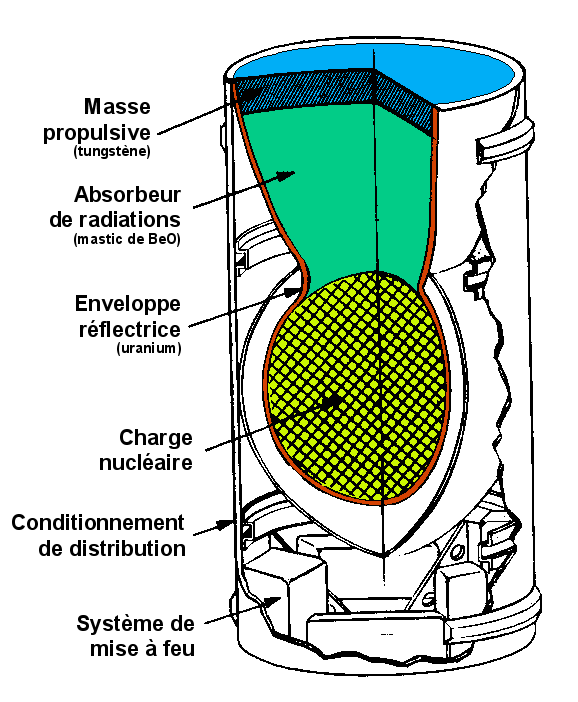
Conception d'une unité de propulsion Orion.

Intégrée à la bombe, la forme de la masse propulsive est primordiale pour l'efficacité. L'explosion d'une bombe au cœur d'une masse cylindrique s'expand en une vague de plasma plate en forme de disque. Une bombe accolée à une masse en forme de disque engendre une vague bien plus efficace en forme de cigare qui se concentre mieux sur la plaque de poussée.
La conception prévoyait une masse accolée à une bombe dont les matériaux et la géométrie focalisaient les rayons X et le plasma du cœur de l'explosion sur cette masse. La bombe classique était entourée d'un réflecteur de radiations tubulaire en uranium rempli d'un « mastic » d'oxyde de béryllium (BeO). Ce tube était ouvert à l'une de ses extrémités où était accolé le disque de tungstène constituant la masse propulsive. Le tout était conditionné dans un emballage permettant sa manipulation automatique par un dispositif ressemblant à un gros distributeur de canettes de boisson. Le rôle du mastic dans la cavité réflectrice est de transformer le flash de rayons X en chaleur (ce que le tungstène ne fait pas aussi bien que le BeO) et en onde de choc transmise à la masse de tungstène. Accessoirement, cette disposition protège en partie le véhicule des rayonnements gamma et neutroniques émis par l'explosion.
Les performances dépendent de la vitesse des gaz éjectés, afin de maximiser la poussée exercée sur la fusée par une masse donnée. La vitesse du plasma résultant de l'explosion est proportionnelle à la racine carrée de la température (Tc) de la boule de feu atomique. Comme cette température atteint généralement au moins 10 millions °C en moins d'une milliseconde, elle engendre une très grande vitesse de plasma. Néanmoins, la conception pratique doit également limiter le rayon de la zone destructive de l'explosion, ce rayon étant proportionnel à la racine carrée de la puissance de la bombe.
Une explosion atomique de 10 kilotonnes engendrerait une vitesse de plasma d'environ 100 000 m/s et une zone destructive de 100 m de diamètre. Une bombe d'une mégatonne produirait une vitesse de 10 000 000 m/s mais le diamètre de la boule de feu serait de 1 000 m.
Une microseconde après l'allumage de la bombe, le rayonnement, le plasma et les neutrons générés sont à peu près contenus par l'enveloppe réflectrice en uranium et chauffent le mastic. Au bout de 2 à 3 microsecondes, le mastic transmet l'onde de choc à la masse propulsive qui se vaporise et forme une vague de plasma allongée et dirigée vers la plaque de poussée.
Au bout de 300 microsecondes, le plasma s'est refroidi jusqu'à 14 000 °C en franchissant la distance qui le sépare de la plaque de poussée, puis se réchauffe jusqu'à 67 000 °C en se comprimant contre elle. Ce regain de température entraîne une forte émission d'ultraviolets qui n'est pas interceptée par le plasma environnant, ce qui permet de ne pas surchauffer la plaque. La forme de la vague en cigare et sa faible densité limitent le choc que la plaque subit.

### Plaque de poussée
L'épaisseur de la plaque varie d'un facteur de 6 entre son centre et sa périphérie afin que la vague de plasma, qui transfère plus de quantité de mouvement en son centre, imprime la même vélocité sur toutes les parties de la plaque.
L'exposition à des détonations nucléaires répétées menace la plaque de poussée d'ablation. Cependant, les calculs et les expérimentations montrent qu'une plaque d'acier sans protection s'éroderait de moins d'1 mm. Pelliculée d'huile graphitique, elle ne s'érode presque plus. Le spectre d'absorption du carbone et de l'hydrogène minimise l'échauffement. Le système d'aspersion d'huile est intégré au tube central d'éjection des unités de propulsion et en répand 6 mm sur l'ensemble de la plaque.
L'onde de choc atteint la température de 67 000 °C, émettant alors des ultraviolets. La plupart des éléments sont opaques à ce rayonnement, d'autant plus à la pression de 340 MPa qui existe au niveau de la plaque. Cela lui évite de fondre ou de s'éroder.
Un problème qui resta irrésolu à la fin du projet était de déterminer si la turbulence créée par la combinaison du plasma propulsif et de l'ablation de la plaque pourrait gravement augmenter l'ablation ultérieure de la plaque. D'après Dyson dans les années 1960, il aurait fallu le tester avec de vraies explosions nucléaires pour le savoir ; avec les techniques modernes de simulation, cela pourrait être étudié plus finement et sans recourir à cette méthode empirique.
Un autre problème potentiel tient aux épaufrures (des échardes métalliques arrachées aux bords de la plaque).

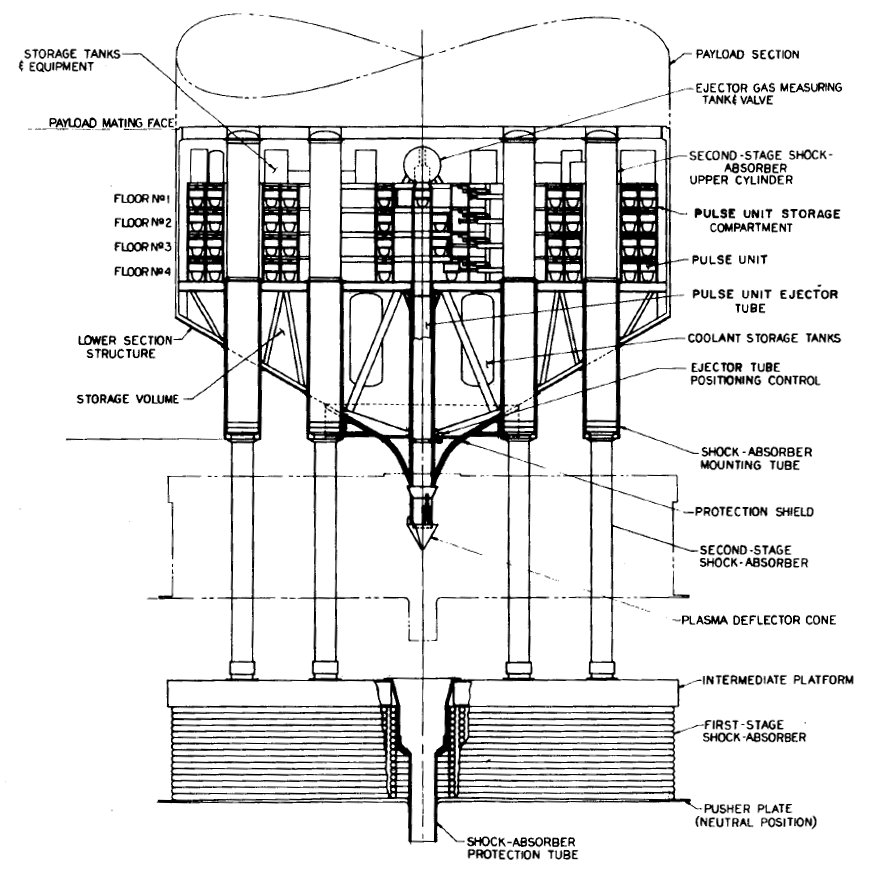
Section du module de propulsion

### Amortisseurs
La première version de l'amortisseur était composée de ballons toroïdaux concentriques et étagés. Cependant, en cas d'échec d'une des explosions, les 1 000 t de la plaque les auraient déchirés après son rebond non limité par l'explosion ratée.
C'est pourquoi un système à deux étages fut adopté : un amortisseur primaire pneumatique (ballons toroïdaux) réduit le pic d'impulsion qu'il transmet, par le biais d'une plateforme intermédiaire, à un amortisseur secondaire mécanique (série de vérins de grand débattement). L'ensemble permet de conférer au véhicule une accélération à peu près constante de 0,3 à 3 g selon sa masse instantanée.
Ces deux étages possèdent des fréquences propres différentes afin d'éviter les phénomènes de résonance. L'amortisseur primaire pneumatique doit avoir une fréquence propre égale à 4,5 fois celle des détonations. L'amortisseur secondaire mécanique doit osciller à la moitié de la fréquence des explosions, ce qui permet à la plaque de poussée d'être en position idéale à l'explosion suivante, même en cas de tir raté.
Les longues tiges des pistons amortisseurs secondaires s'avérèrent les plus difficiles à concevoir, bien que le problème n'ait pas été considéré insoluble.

### Distribution
Le module de propulsion comprend un magasin distributeur de bombes qui sont insérées dans un canon pneumatique. Ce canon lance les unités à travers un trou de la plaque de poussée à intervalles de 0,8 à 1,5 seconde et à une vitesse d'environ 130 m/s. L'unité reste désarmée tant qu'elle n'a pas franchi la distance de sécurité avec le véhicule, puis une fois armée, l'explosion est commandée par un signal du véhicule quand toutes les conditions de synchronisation entre les éléments sont satisfaites. Au cas où l'explosion n'a pas réussi à être commandée, l'unité est désarmée puis elle s'autodétruit par un autre signal quand elle est suffisamment éloignée du véhicule.
Le magasin distributeur contient 900 bombes, ce qui est largement suffisant pour une manœuvre mais pas forcément pour l'ensemble de la mission. Il est donc prévu de pouvoir le recharger à partir de containers externes largables. Parmi les bombes stockées, certaines ont une puissance moitié moindre que les normales : elles servent pour la première explosion au démarrage du moteur ou après un tir raté.
Le tube du canon d'éjection voit la zone d'explosion de l'unité à travers le trou de la plaque de poussée, c'est pourquoi il est équipé d'un déflecteur conique rétractable qui est aspergé d'huile protectrice au même moment que la plaque. Le gaz qu'il utilise est comprimé par le mouvement des amortisseurs secondaires lors de la poussée précédente.
L'angle du canon peut être réglé à chaque tir afin de fournir une capacité de contrôle d'attitude ou de correction d'erreur sans autre propergol. Néanmoins, il était prévu un système rudimentaire de contrôle d'attitude de type bang-bang à monergol H2O2.

### Charge utile

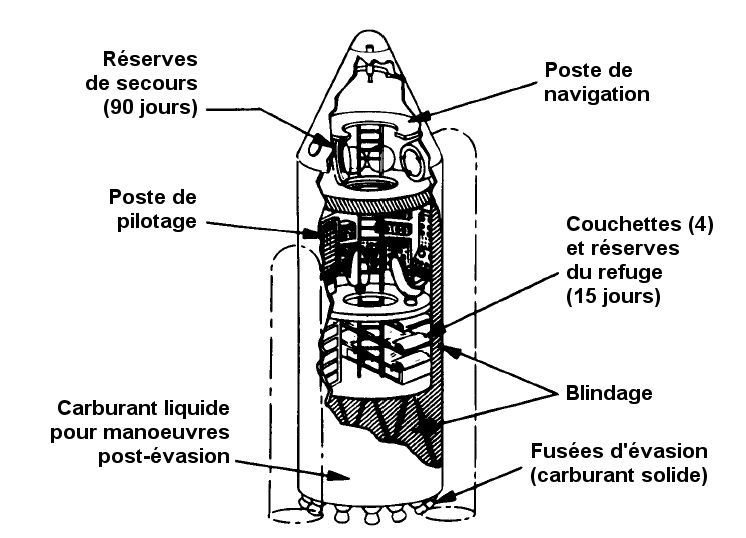
Poste de pilotage et véhicule d'évasion d'un Orion pour 8 passagers. Les pointillés indiquent l'emplacement des coursives de passage vers le reste du véhicule.

Dans le cas de missions pilotées, il est nécessaire de prévoir une zone de l'habitacle protégée des radiations du moteur en fonctionnement, comprenant donc le poste de pilotage. Ce refuge serait également utilisé en cas d'éruption solaire. Le reste de l'habitacle n'est protégé qu'envers le rayonnement ambiant du milieu interplanétaire. L'objectif est qu'au cours d'une mission, l'équipage ne subisse pas plus de 50 rem de la part du moteur et 50 rem du milieu spatial,.
La stratégie adoptée consiste à situer ce poste de pilotage et refuge dans le véhicule de secours. Son blindage contre les radiations solaires serait uniforme tandis que le blindage supplémentaire vis-à-vis de la propulsion, placé uniquement sur le « bas » du refuge, serait en grande partie constitué par le carburant de secours. Le reste du véhicule de secours n'a pas besoin de protection importante, cela concerne le poste de navigation et les réserves logistiques (seulement 15 jours de réserves sont nécessaires au sein du refuge).
Cette conception impose que les passages entre le poste de commande et le reste du vaisseau se fasse par les côtés du véhicule. Les autres modules sont consacrés au déroulement normal de la mission (laboratoires, véhicules d'exploration, gymnase, mess, atelier, magasins de pièces de rechange…).
Entre les phases de propulsion, la mise en rotation du véhicule permet de créer une gravité artificielle dans la zone habitée.

## Performances
L'impulsion spécifique brute, ne concernant que l'unité de propulsion, est calculée à partir de la quantité de mouvement transmise par le plasma remplissant l'angle solide {\displaystyle {\alpha }_{e}} ayant pour sommet le point d'ignition et pour base la plaque de poussée (la tangente de cet angle est donc rayon de la plaque/distance de mise à feu). Cette impulsion est définie par :
{\displaystyle I_{brute}={M_{{\alpha }_{e}} \over M_{unit{\acute {e}}}}\cdot {V_{{\alpha }_{e}} \over g}}
où {\displaystyle M_{{\alpha }e}} est la masse de plasma propulsé dans l'angle {\displaystyle {\alpha }_{e}}, {\displaystyle V_{{\alpha }e}} est la vitesse moyenne perpendiculaire à la plaque du plasma contenu dans l'angle {\displaystyle {\alpha }_{e}} et {\displaystyle M_{unit{\acute {e}}}} la masse de l'unité de propulsion.
L'impulsion spécifique réelle du système de propulsion est obtenue en appliquant à cette impulsion brute un terme correcteur {\displaystyle \epsilon } prenant en compte la quantité d'huile anti-ablation, de gaz du canon pneumatique et des divers autres fluides consommés par tir, la proportion de tirs ratés et la précision des tirs réussis :
{\displaystyle I_{sp}={I_{brute} \over (1+\epsilon )}}
Les différentes configurations de véhicule Orion donnent toutes un {\displaystyle \epsilon } aux alentours de 0,2. Ce terme représentatif du fonctionnement nominal ne tient pas compte des dépenses à l'initialisation et à l'extinction du système de propulsion (de 200 à 800 kg de fluides et matériel), qui sont à peu près compensables par l'explosion d'une unité supplémentaire.
Les études pratiques les plus abouties donnent des impulsions de 1 850 à 3 150 s. En théorie, le facteur limitant l'impulsion spécifique réelle est l'ablation de la plaque qui impose une limite pour la vitesse du plasma d'environ 200 km/s, soit avec l'efficacité atteinte une impulsion de 10 000 s. Toutefois, ces valeurs pratiques et cette limite supérieure (datant de 1964) étaient supposées améliorables par divers développements technologiques, on pensait alors que les véhicules des années 1980 auraient des impulsions de 10 000 à 20 000 s.

## Configurations des vaisseaux Orion

### Premières versions
Les missions impliquant un véhicule de type Orion comprenaient originellement des allers-retours mono-étage (directement depuis la surface terrestre) vers Mars, et des voyages vers les lunes de Saturne.
Un rapport de 1959 de General Atomics exposait les caractéristiques de trois vaisseaux Orion envisageables.
|                       | satellite Orion | Midrange Orion | Super Orion |
| --------------------- | --------------- | -------------- | ----------- |
| Diamètre du vaisseau  | 17–20 m         | 40 m           | 400 m       |
| Masse du vaisseau     | 300 t           | 1-2 000 t      | 8 000 000 t |
| Nombre de bombes      | 540             | 1 080          | 1 080       |
| Masse de chaque bombe | 0,22 t          | 0,37-0,75 t    | 3,00 t      |

La configuration maximale, le Super Orion, avec ses 8 millions de tonnes, peut facilement abriter une petite ville. Au cours d'entretiens, les concepteurs envisageaient ce vaisseau comme une possible arche interstellaire. Ce projet le plus ambitieux pouvait être réalisé avec les matériaux et les techniques de 1958 ou pressentis comme imminemment disponibles. Avec ceux d'aujourd'hui, le dimensionnement maximal peut être augmenté.
Les 3 tonnes de chaque unité de propulsion du Super Orion sont composées essentiellement de matériau inerte, tel que du polyéthylène ou des sels de bore, servant à transmettre la poussée sur la plaque et à absorber les neutrons pour minimiser l'irradiation. Un concept de Super Orion proposé par Freeman Dyson est doté d'une plaque de poussée composée initialement d'uranium ou d'un élément transuranien, afin que cette plaque activée par le bombardement de neutrons puisse être convertie en combustible nucléaire une fois le vaisseau arrivé à sa destination interstellaire.

### Versions de la NASA
| Diamètre         | 10 m    | 20 m    |
| ---------------- | ------- | ------- |
| Isp              | 1 850 s | 3 150 s |
| Poussée          | 3,5 MN  | 16 MN   |
| Masse sèche      | 91 t    | 358 t   |
| Hauteur (repos)  | 21 m    | 31 m    |
| Masse bombe      | 141 kg  | 450 kg  |
| Période de tir   | 0,86 s  | 0,87 s  |
| Capacité magasin | 900 t   | 900 t   |
| Magasin externe  | 92 t    | 163 t   |

Finalement, l'étude de 1964 visant des applications plus immédiates, ne devait retenir que deux dimensionnements de base : un modèle de 10 m de diamètre montable sur les premiers étages des fusées Saturn et un de 20 m similaire au précédent à ceci près qu'il possédait deux groupes concentriques d'amortisseurs secondaires. Ce modèle plus large était envisagé pour l'époque post-Saturn où les spécialistes pensaient que de très gros lanceurs seraient développés, tels que le lanceur NEXUS alors en cours d'étude dans la division astronautique de General Dynamics.
Les caractéristiques de ces modules de propulsion sont données dans la table ci-contre. La masse sèche correspond à un module sans aucun magasin externe et sans structure supérieure (fixation des magasins externes et de la charge utile).

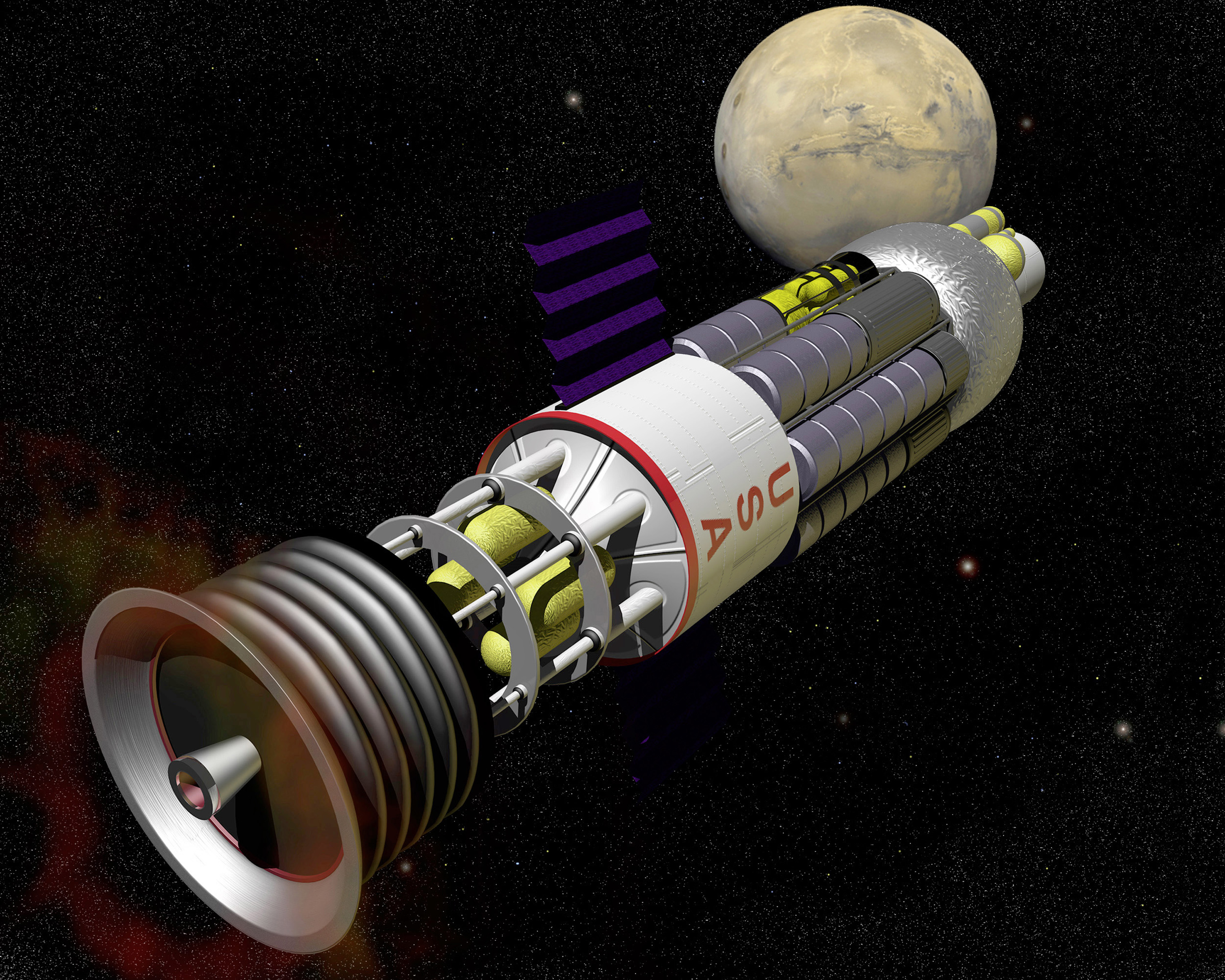
Vue d'artiste d'un vaisseau Orion en direction de Mars

Plusieurs profils de missions martiennes ont été proposées. Celles présentées ci-dessous correspondent à un véhicule de 10 m de diamètre effectuant la mission suivante à une date favorable :
- départ de l'orbite terrestre ;
- aller-retour en 450 jours ;
- un mois de séjour sur ou autour de Mars ;
- au retour sur Terre, abandon du véhicule et rentrée atmosphérique en capsule.

Le {\displaystyle \Delta v} total pour ce type de mission est de 22,2 km/s, les masses des véhicules en fonction des options de missions sont données en tonnes dans la table suivante
| Mission                 | passagers               | 8        | 8       | 20       | 20      |
| Mission                 | exploration             | orbitale | surface | orbitale | surface |
| ----------------------- | ----------------------- | -------- | ------- | -------- | ------- |
| Charge utile (tonnes)   | véhicule et réserves    | 80       | 80      | 150      | 150     |
| Charge utile (tonnes)   | transit                 | 0,25     | 1       | 0,75     | 150     |
| Charge utile (tonnes)   | exploration             | 0,75     | 75      | 0,75     | 150     |
| Charge utile (tonnes)   | total                   | 81       | 156     | 151      | 302     |
| Propulsion (tonnes)     | module de base          | 91       | 91      | 91       | 91      |
| Propulsion (tonnes)     | structures              | 1,43     | 2,8     | 2,27     | 6,35    |
| Propulsion (tonnes)     | magasins largables      | 13,735   | 16,785  | 21,35    | 27,47   |
| Propulsion (tonnes)     | fluides divers          | 6,57     | 7,235   | 8,245    | 9,58    |
| Propulsion (tonnes)     | unités de propulsion    | 405,265  | 467,18  | 573,135  | 706,6   |
| Masse initiale (tonnes) | Masse initiale (tonnes) | 599      | 741     | 847      | 1143    |
| Configuration           |                         |          |         |          |         |

Le modèle de 20 m de diamètre aurait pu accomplir la même mission avec 20 à 50 passagers et 500 à 1 500 t de fret. Il pouvait aussi faire la mission en 150 jours ou servir à des missions joviennes vers le satellite Callisto. Quelques configurations sont présentées ci-dessous.
| Mission                  | Mission                  | Mars aller-retour 450 jours 20 passagers | Mars aller-retour 450 jours 50 passagers | Mars aller simple fret 3000 t | Jupiter aller-retour 910 jours 20 passagers |
| {\displaystyle \Delta v} | {\displaystyle \Delta v} | 29,7 km/s                                | 29,7 km/s                                | 9,5 km/s                      | 63,7 km/s                                   |
| ------------------------ | ------------------------ | ---------------------------------------- | ---------------------------------------- | ----------------------------- | ------------------------------------------- |
| Charge utile (tonnes)    | véhicule et réserves     | 192                                      | 271                                      | 178                           | 289                                         |
| Charge utile (tonnes)    | transit                  | 1,3                                      | 1,3                                      |                               | 2,5                                         |
| Charge utile (tonnes)    | exploration              | 500                                      | 1430                                     | 3000 (fret)                   | 100                                         |
| Charge utile (tonnes)    | total                    | 694                                      | 1703                                     | 3178                          | 392                                         |
| Propulsion (tonnes)      | module de base           | 358                                      | 358                                      | 358                           | 358                                         |
| Propulsion (tonnes)      | structures               | 5,5                                      | 7,4                                      | 2                             | 18                                          |
| Propulsion (tonnes)      | magasins largables       | 35,5                                     | 53,4                                     | 44,5                          | 204                                         |
| Propulsion (tonnes)      | fluides divers           | 15,5                                     | 20,4                                     | 15,25                         | 53                                          |
| Propulsion (tonnes)      | unités de propulsion     | 1077,5                                   | 1560,8                                   | 1284,95                       | 4773                                        |
| Masse initiale (tonnes)  | Masse initiale (tonnes)  | 2186                                     | 3702                                     | 4882,7                        | 5798                                        |
| Configuration            |                          |                                          |                                          |                               |                                             |

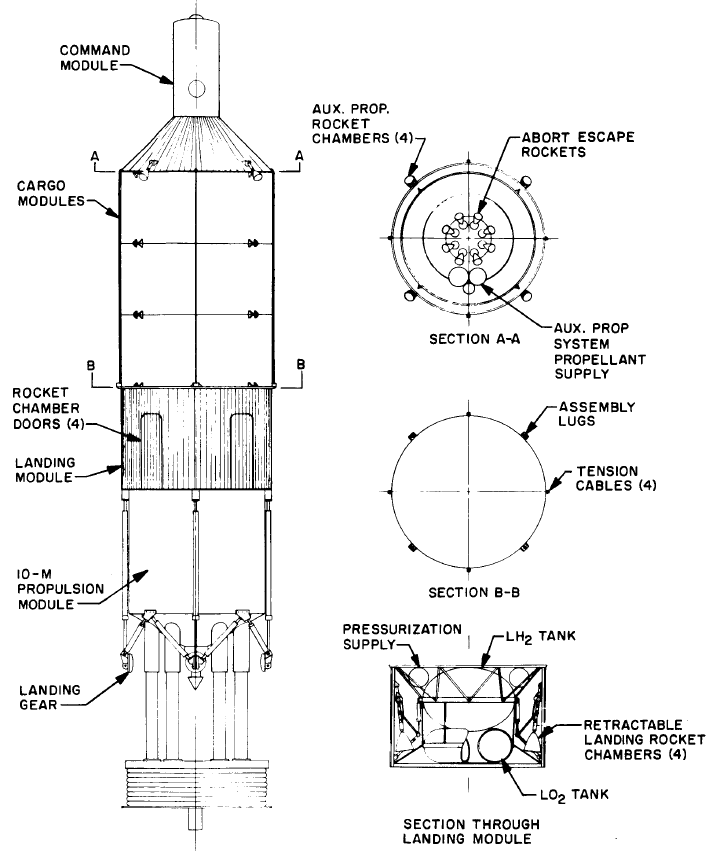
Configuration d'Orion pour l'atterrissage.

Les missions lunaires de transport de passagers ou de fret n'étaient envisagées qu'avec le modèle de 10 m. Au-delà d'une certaine charge utile, il devenait intéressant de desservir la surface lunaire directement avec le vaisseau Orion alourdi d'un module de propulsion chimique.
Deux configurations étaient donc proposées. La première desservait l'orbite lunaire à partir de laquelle les navettes d'une base récupéraient passagers et cargaison, le module de propulsion de ce modèle est strictement le même que celui des missions interplanétaires. L'autre configuration permettait d'atteindre et de quitter la surface lunaire grâce à des patins d'atterrissage télescopiques et quatre moteurs chimiques O2/H2 rétractables situés au-dessus du module de propulsion nucléaire.
Ces véhicules étaient surmontés d'un module de commande pour trois membres d'équipage et jusqu'à deux modules de transport de 10 passagers. Lors des phases critiques (propulsion, traversée des ceintures de Van Allen, éruptions solaires), les passagers devaient se réfugier dans le module de commande fortement blindé. Les modules de cargaison étaient empilés entre l'habitacle et le module de propulsion et pesaient 100 t (la capacité de transport d'une fusée Saturn V).

## Avantages
L'absence de cryogénie et de composés chimiques hautement réactifs confère une robustesse appréciable à ce concept. Son fonctionnement à une température modérée (en dehors de la surface de la plaque de poussée) permet l'utilisation de matériaux conventionnels,. L'aspect essentiellement mécanique de sa conception permet d'envisager maintenance et réparations aisées en cours de mission en rendant ses organes facilement accessibles. Le modèle habité de 10 m devait être fourni de 3,4 t de pièces de rechange et d'un sas de dépressurisation permettant l'accès direct au module de propulsion à peine quelques heures après la fin de son fonctionnement.
Le concept de propulsion du projet Orion est, comparativement aux autres types de propulsion connus, extrêmement performant. Les vaisseaux utilisant des unités de propulsion à fission étaient prévus pour les trajets interplanétaires et ceux à fusion envisagés pour des sondes interstellaires.
La vitesse de croisière atteinte par un vaisseau Orion thermonucléaire est de 8 à 10 % de la vitesse de la lumière (de 0,08 à 0,1 c). Un vaisseau à fission aurait peut-être pu atteindre de 3 à 5 % de la vitesse de la lumière. Même à 0,1 c, un vaisseau Orion thermonucléaire mettrait 44 ans pour atteindre Proxima Centauri, notre plus proche étoile voisine. L'astronome Carl Sagan suggéra que ce serait le meilleur moyen d'utiliser les arsenaux nucléaires,.
Une des applications modernes envisageables avec cette technologie serait la déviation d'un objet géocroiseur. Les hautes performances du principe autoriseraient même une réaction tardive, de plus, une mission automatique serait affranchie de l'aspect de conception le plus problématique : les amortisseurs. La déflexion consisterait à exploser les unités de propulsion dirigées vers la surface, produisant alors une poussée d'abord par l'ablation de la surface sous l'effet des rayons X, puis par l'impact du propergol. Cette méthode a l'avantage de ne pas requérir d'atterrissage sur l'objet et d'être insensible à sa rotation ou à la distribution de sa masse.

## Inconvénients

### Conception et tests
De vrais tests complets au sol étaient réputés infaisables à cause des milliers d'explosions nucléaires qu'il fallait effectuer au même endroit. Néanmoins, des expérimentations furent envisagées pour tester la plaque de poussée et les unités de propulsion au cours de quelques essais nucléaires souterrains, tandis que l'essentiel des essais mécaniques devaient être réalisés par des explosifs chimiques. Les tests de qualification auraient été faits dans l'espace,.
Les promoteurs du projet avaient comme arguments forts son apparente simplicité technologique et ses performances dispensaient de coûteuses études d'optimisation de la masse. Ils comparaient volontiers l'effort de développement à celui d'un croiseur naval. Mais ils occultaient les difficultés liées aux développements aussi nouveaux à l'époque que le guidage autonome ou la fatigue des matériaux soumis à des milliers de chocs répétés.

### Fonctionnement depuis la surface terrestre
Le principal problème lié à un lancement terrestre vers l'orbite basse est la contamination nucléaire. Les retombées du lancement d'un Orion de 5 500 t à fission correspondent à une explosion de 10 mégatonnes (40 pétajoules). Grâce à une conception appropriée des bombes, Ted Taylor estimait que les retombées pouvaient être divisées par 10, ou même rendues nulles si la fusion pure était utilisée (évolution technologique sur laquelle comptaient les concepteurs, mais qui n'est toujours pas disponible commercialement en 2020).
Freeman Dyson estimait alors qu'avec des bombes nucléaires ordinaires, chaque lancement provoquerait des cancers fatals pour 10 personnes dans le monde (le mode de calcul de cette estimation est contesté)[citation nécessaire]. De même, il affirmait que cela aurait augmenté de 1 % la contamination atmosphérique engendrée par les essais nucléaires de l'époque,,, mais il s'agit d'estimés optimistes comptant encore sur des progrès technologiques spéculatifs.
À basse altitude (durant le lancement), l'équipage peut être exposé à plus d'effets radioactifs, et le véhicule risque d'être bombardé par des éclats fluidifiés giclant du sol. La solution proposée consistait à utiliser un explosif conventionnel étalé sur la plaque de poussée pour le début de l'ascension avant d'activer la propulsion nucléaire quand l'altitude le permettait.
Dans les couches denses de l'atmosphère, la diffusion Compton pourrait également représenter un danger pour l'équipage. La solution consisterait à le réfugier à l'abri des radiations dans un compartiment au milieu de la cargaison et des équipements. Un tel refuge serait de toute façon nécessaire dans les missions lointaines pour résister aux éruptions solaires.
Un tel lancement engendrerait des impulsions électromagnétiques (EMP) qui pourraient être fatales aux ordinateurs et satellites. Ce problème peut être résolu en procédant aux lancements dans des régions isolées (l'EMP étant néfaste sur quelques centaines de kilomètres).

### Mise en orbite par propulsion chimique
Dans les études datant de l'ère de la NASA, il n'est plus question de démarrer la propulsion nucléaire depuis la surface, mais soit de mettre les éléments en orbite avec plusieurs lancements et les assembler, soit de démarrer la propulsion pulsée au-dessus de l'atmosphère après une ascension en propulsion chimique (il fut même proposé de faire fonctionner la propulsion pulsée avec des explosifs chimiques). Il n'est même plus question de présence de passagers avant que l'Orion n'ait atteint l'orbite terrestre, ceux-ci devaient être acheminés ensuite par un moyen mieux qualifié.
Il subsiste des risques tels que la détonation accidentelle d'une ou de la totalité des unités de propulsion avant ou pendant le lancement.
Ces unités, conçues sur le modèle des armements nucléaires, ne présentaient pas de risque de détonation nucléaire accidentelle, néanmoins, les tonnes d'explosif chimique qu'elle contient peuvent exploser sans amorcer la réaction nucléaire, de même le carburant chimique du premier étage de la fusée. Dans ce cas, le plutonium est vaporisé et dispersé.
Les conséquences possibles d'un tel accident (explosion et retombées) imposent un site de lancement particulièrement isolé, éventuellement offshore, voire depuis une infrastructure maritime en dépression de quelques dizaines de mètres sous le niveau de la mer permettant la submersion du site de lancement en cas de problème (et donc l'extinction d'un incendie ou au pire la dilution du plutonium libéré).
L'échec de la mise en orbite entraîne la chute du véhicule et l'explosion lors de l'impact, toujours sans détonation nucléaire, mais contaminant fortement la zone d'impact. Pour éviter cela, il était prévu de pouvoir détruire le véhicule à son apogée balistique en faisant exploser toutes ou partie des unités. Le plutonium ainsi vaporisé est dispersé sur une étendue jugée « acceptable »,.

### Fonctionnement en orbite proche
Une unité de propulsion est susceptible de ne pas fonctionner, dans ce cas elle est auto-détruite à une distance suffisante du véhicule, mais cette destruction peut également ne pas fonctionner. Ainsi, il existe un risque de retombée d'une unité de propulsion sur Terre. Bien que l'explosion et la contamination résultante soient beaucoup moindre qu'un accident impliquant le véhicule entier, ce type d'accident pose des problèmes diplomatiques et politiques car la zone affectée ne peut pas être déterminée par les conditions de lancement. Il n'existe pas d'autre solution que d'augmenter par redondance la fiabilité des unités.
La manœuvre d'évasion d'un Orion de 10 m pour une mission martienne requièrerait de quelques centaines à 1 000 impulsions d'unité de propulsion d'une puissance d'environ 1 kT, équivalent à une puissance totale de 0,5 à 1,2 MT. La magnétosphère rabattrait vers la Terre des retombées radioactives, à moins d'orienter la poussée adéquatement, au détriment des performances au cours de la manœuvre.
Le fonctionnement proche d'un Orion inonderait d'énergie les ceintures de Van Allen pour une durée pouvant atteindre plusieurs semaines comme l'a démontré l'explosion Starfish Prime pendant une série d'essais nucléaires à haute altitude (opération Fishbowl, laquelle faisait partie d'une plus vaste campagne, l'opération Dominic I et II). La Terre est bien protégée des ceintures de Van Allen, mais le fonctionnement des satellites en orbite pourrait être durablement perturbé. Il était donc préconisé de ne faire fonctionner la propulsion nucléaire que dans les hautes latitudes ou à une distance supérieure à 2 rayons terrestres. De plus il existe des solutions relativement simples pour les décharger de leur flux de particules à l'aide de câbles électrodynamiques,.
Un danger indirect sont les dégâts rétiniens occasionnés à un éventuel observateur terrestre. Le fonctionnement d'un vaisseau au-dessus de 90 km d'altitude était sur ce point jugé largement inoffensif,.
De même, l'atmosphère absorberait efficacement les rayons X émis par les explosions. Mais ces rayons voyagent librement dans l'espace et pourraient endommager ou détruire l'électronique des satellites proches, cet aspect n'avait pas été envisagé à l'époque du projet car l'orbite terrestre était bien moins occupée qu'au début du XXIe siècle.

### Dans l'espace en général
Au cours du fonctionnement de la propulsion, les passagers sont retranchés dans l'abri anti-radiations du véhicule, mais ils ne sont pas à l'abri des nuisances acoustiques. Celles-ci, étudiées très tôt, se révélèrent cantonnées aux basses fréquences et acceptables au regard des standards aéronautiques militaires.
Même dans ce milieu, le véhicule n'est pas à l'abri de la contamination nucléaire car les produits de fission projetés peuvent dépasser le véhicule et se redéposer dessus. De plus, le bombardement neutronique du bas du véhicule peut provoquer l'activation de ses matériaux, mais il était considéré que cette activation serait faible (au point que le module au repos reste accessible à l'équipage pour maintenance). Les unités de propulsion peuvent aussi souffrir du rayonnement des explosions, cette éventualité peut être contrecarrée en concevant le module de propulsion tel que les unités soient stockées à l'envers, utilisant alors la masse propulsive en tungstène comme bouclier pour l'unité elle-même.
La stabilité du vecteur poussée était aussi un aspect problématique à cause de l'incertitude de la trajectoire des bombes éjectées, mais il fut démontré qu'à la longue, toutes les erreurs induites tendaient à s'annuler.
Le risque météoritique existe comme pour tout véhicule spatial. Sa compacité, la forme discrétisée de son propergol, l'absence de composants chimiques et de cryogénie rendent ce type de véhicule considérablement moins sensible à ce danger. Seul l'amortisseur primaire pneumatique court un risque notable, il était envisagé de pouvoir le rétracter sous un bouclier lors de la phase de croisière. La plaque de poussée devait être insensible aux impacts de taille raisonnable, au point qu'il était envisageable d'orienter occasionnellement le véhicule de façon à utiliser la plaque comme bouclier.

### Incompatibilité politique
Même dans l'espace interplanétaire, ce vaisseau et le programme d'essais nécessaire à sa mise au point violaient le traité d'interdiction partielle des essais nucléaires de 1963. Néanmoins, certains objectent que ce traité est basé sur des suppositions obsolètes. Il est désormais établi que le milieu interplanétaire est particulièrement radioactif, le projet Orion n'y contribuerait pas de façon perceptible. Le gouvernement des États-Unis tenta de faire introduire une exception dans le traité de 1963 afin de permettre la propulsion spatiale nucléaire, mais les autorités soviétiques, craignant un détournement militaire de cette exception, s'y opposèrent et empêchèrent la révision du traité nécessitant l'unanimité.

## Aspects économiques
Le coût en matière fissile était supposé croissant avec la taille du véhicule jusqu'à ce que Ted Taylor démontre qu'avec une conception adéquate des bombes, la quantité de matière fissile nécessaire à un lancement terrestre était à peu près constante quelle que soit la taille du véhicule de 2 000 à 8 000 000 t. Les vaisseaux plus petits utilisent plus de matière fissile car ils ne peuvent être basés sur des explosions thermonucléaires. Les vaisseaux plus grands utilisent plus d'explosif pour sur-comprimer le primaire fissile et réduire la contamination résultante.
Le lancement depuis la surface terrestre, bien qu'abandonné par la suite, prétendait ainsi à une compétitivité économique écrasante : le plus grand Orion modèle 1958 annonçait un coût de mise en orbite de 11 cents/kg en dollars de l'époque (soit 70 cents/kg en dollars de 2005). Un véhicule de 10 000 t transportant 10 000 t de charge utile proposerait vraisemblablement un coût de 130 $/kg-charge utile,.
La version 1964 nécessitait 2 kg de plutonium par unité de propulsion, représentant au pire un coût de 60 000 dollars de l'époque par unité. On comptait alors sur le développement d'une technologie de surgénération à grande échelle pour abaisser le coût du plutonium à 100 $/kg et réduire considérablement la ponction d'un programme spatial sur la production nationale et le coût en plutonium par kilogramme de charge utile (jusqu'à 3,3 $-plutonium/kg-charge utile pour une mission jovienne).
Le coût du propergol (unité de propulsion complète) allait de 320 $/kg (configuration 10 m) à 120 $/kg (20 m), prix décroissant du fait que la quantité de matière fissile reste à peu près constante dans les deux modèles
tandis que la proportion d'autres matériaux augmente. Ces coûts de production et de gestion du propergol peuvent être en partie intégrés à ceux des programmes de réduction des arsenaux nucléaires, avec l'avantage d'être une méthode d'élimination définitive.
Le vaisseau de 10 m proposé en 1964 prétendait à un coût de transport vers la Lune entre 1/4 et moitié moindre que les autres modes de propulsion étudiés. Mais comme l'efficacité et l'avantage économique de l'Orion ne se constatent que pour des charges utiles importantes (bien supérieures à celle d'une mission d'exploration telle qu'Apollo 11, pesant 45 t), son utilisation vers cette destination ne pouvait être envisagée que dans le cadre d'un programme plus ambitieux, tel que l'établissement d'une base.
Cette surcapacité par rapport aux besoins en cours faisait de l'Orion un investissement qui en appelait d'autres : même avec l'optimisme des coûts de développement annoncés, le véhicule opérationnel devait être armé pour des missions d'une longueur et d'une complexité nouvelles, qui représentaient des coûts supplémentaires non négligeables.

## Culture populaire
Ce thème est apparu dans la science-fiction dans plusieurs œuvres.
- La première apparition de concept dans la littérature est dans le roman L'Empire de l'atome d'A. E. van Vogt (1956), où l'Empire de Linn utilise des aéronefs à propulsion nucléaire pour effectuer les voyages interplanétaires[25].
- Dans le roman The Land of Crimson Clouds des frères Strougatski (1959), le système de propulsion d'un vaisseau pour Vénus est similaire à Orion : il utilise en plus la poussée photonique engendrée par les explosions thermonucléaires.
- Les premières adaptations du roman 2001, l'odyssée de l'espace d'Arthur C. Clarke (1968) prévoyaient que le vaisseau Discovery One soit propulsé par un système Orion. La version moderne et le film ne reprennent pas cette idée car Stanley Kubrick en avait assez des explosions nucléaires après avoir tourné Docteur Folamour[14].
- Dans le roman Olympos de Dan Simmons (2005), un vaisseau inspiré du projet Orion, la Reine Mab, est utilisé par les moravecs pour voyager de Mars à la Terre[26].
- Dans le roman Arche de Stephen Baxter (2010), dans lequel l'humanité doit quitter la Terre à la suite de dérèglements climatiques.
- La série télévisée Ascension (2014) a pour point de départ une enquête policière à bord d'un vaisseau de technologie Orion, vaisseau lancé en secret sous l'administration Kennedy. Les générations s'y sont succédé en conservant la culture des années 60 et de l'American Way of Life : technologie, codes vestimentaires, musique[27].

### Traductions de
1. ↑  (en) « We use bombs to blow things into pieces, not to make them fly »
2. ↑  (en) « ...you set off one big bomb and the whole shebang blows up »
3. ↑  (en) « this is the first time in modern history that a major expansion of human technology has been suppressed for political reasons »